# 3-Méthylcytidine
La 3-méthylcytidine (m3C) est un nucléoside dont la base nucléique est la 3-méthylcytosine, un dérivé méthylé de la cytosine, l'ose étant le β-D-ribofuranose. Elle est présente naturellement dans certains ARN de transfert et ARN ribosomiques. La présence du groupe méthyle sur l'atome d'azote 3 rend impossible la formation d'une paire de bases.